# Scleria colorata
Scleria colorata är en halvgräsart som beskrevs av Earl Lemley Core. Scleria colorata ingår i släktet Scleria och familjen halvgräs. Inga underarter finns listade i Catalogue of Life.